# Paratrophis banksii
Paratrophis banksii (Engels: large-leaved milk tree, Maori: ewekuri) is een  plantensoort uit de moerbeifamilie (Moraceae). Het is een boom die een groeihoogte kan bereiken van 9 tot 12 meter. De boom heeft een grijsgevlekte bast en aan de takken groeien donkergroene elliptische bladeren die elkaar afwisselen langs een licht zigzaggende bladstengel. De bloemen zijn klein en groeien in trossen. Hieruit groeit een rood vruchtje van 6 millimeter.
De soort komt voor in Nieuw-Zeeland, waar hij voorkomt op het Noordereiland en op het noordelijk deel van het Zuidereiland. Hij groeit daar in kust- en laaglandbossen, tot een hoogte van 200 meter boven zeeniveau. De boom geeft de voorkeur aan diepe vruchtbare gronden en kan op eilanden voor de kust ook groeien in drogere omstandigheden op meer rotsachtige bodems.

## Synoniemen
- Paratrophis heterophylla var. elliptica Kirk
- Streblus banksii (Cheeseman) C.J.Webb
- Streblus heterophyllus var. ellipticus (Kirk) Corner